# Liliovka srstnatá
Liliovka srstnatá (Tricyrtis hirta) je druh rostliny z čeledi liliovité, někdy označovaný jako „hadí lilie“. Pochází z Japonska.
Jsou to trvalky, léčivky, rostou v přírodě na okraji lesa. Dávají přednost stínu nebo polostínu a bohatým, vlhkým půdám. Kvetou na podzim. Jsou dostatečně odolné proti chladu, ale vyžadují zimní přikrývku.